# Собачка адріатичний
Собачка адріатичний (Microlipophrys adriaticus) — вид морських собачок. Поширений в Середземному морі: Адріатичному і Егейському морях, також відомі з Мармурового і Чорного морей. Раніше відзначався для Чорного моря в складі роду Blennius Linnaeus, 1758 як собачка сфінксоподібний (Blennius trigloides). В Україні зустрічається в Севастопольських бухтах